# NGC 2550
NGC 2550 (również PGC 23604 lub UGC 4359) – galaktyka spiralna (Sb/P), znajdująca się w gwiazdozbiorze Żyrafy. Odkrył ją Lewis A. Swift 7 września 1885 roku.